# Rosa Keleku Lukusa
Pour les articles homonymes, voir Lukusa.
Rosa Keleku Lukusa (née le 16 janvier 1995 à Kinshasa), est une taekwondoïste congolaise.
Elle est la vice championne d'Afrique en 2015, et est la seule congolaise à être qualifiée en taekwondo pour la RDC aux Jeux olympiques de Rio 2016.
Elle a été la porte-drapeau de la délégation congolaise lors de la cérémonie d'ouverture.

## Palmarès
- 2012 : Médaille d'argent aux championnats d'Afrique en catégorie -49 kg
- 2014 : Médaille d'argent aux championnats d'Afrique en catégorie -49 kg[3]
- 2015 : Médaille d'argent aux Jeux africains  en catégorie -49 kg[4]
- 2016 : 
  - Médaille d'or aux qualifications des Jeux olympiques de Rio en catégorie -49 kg à Agadir[5]
  - Éliminée en 8e de finale aux JO de Rio en catégorie -49 kg[6]
  - Médaille de bronze aux championnats d'Afrique en catégorie -49 kg